# 寶鼎勳章
寶鼎勳章（英語：Order of Precious Tripod）為中華民國的軍職勳章。該勳章首次頒發於1929年5月15日，與青天白日勳章同日開始頒發，當時名稱為「寶鼎章」。該勳章乃中華民國之三軍通用勳章，用以表彰捍禦外侮或爲國家安全作出重大貢献者，其等級於青天白日勳章之下、高於云麾勋章之上。
依《陸海空軍勳賞條例》規定，中華民國軍官及士兵領受此勳章依照軍階將有所不同：一至四等頒授予將等官，三至六等頒授予校等官，四至七等頒授予尉等官，准尉及士兵則頒六至九等。
勳章中心圖案爲寶鼎，四周圍以光芒。鼎在中國古代視同傳國之寶。該勳章寓意著獲得勳章者因保衛國家有功，而被國家珍視為寶鼎，榮譽之光四射。勳章共分爲九個等級，下又分有大綬、領綬、襟綬附勳表和襟綬四類，各級各類具體內容及圖像分別如下：
| 等級 英文                                                                    | 類別       | 勳略圖像 |
| ---------------------------------------------------------------------------- | ---------- | -------- |
| 一等寶鼎勳章（特種大綬） Order of Precious Tripod with Special Grand Cordon  | 大綬       |          |
| 二等寶鼎勳章（大綬） Order of Precious Tripod with Grand Cordon              | 大綬       |          |
| 三等寶鼎勳章（紅色大綬） Order of Precious Tripod with Red Grand Cordon      | 大綬       |          |
| 四等寶鼎勳章（特種領綬） Order of Precious Tripod with Special Cravat        | 領綬       |          |
| 五等寶鼎勳章（領綬） Order of Precious Tripod with Cravat                    | 領綬       |          |
| 六等寶鼎勳章（特種襟綬附勳表） Order of Precious Tripod with Special Rosette | 襟綬附勳表 |          |
| 七等寶鼎勳章（襟綬附勳表） Order of Precious Tripod with Rosette             | 襟綬附勳表 |          |
| 八等寶鼎勳章（特種襟綬） Order of Precious Tripod with Special Ribbon        | 襟綬       |          |
| 九等寶鼎勳章（襟綬） Order of Precious Tripod with Ribbon                    | 襟綬       |          |

資料來源：中華民國總統府、中華民國國防部

## 受勋人物
先后获得多个等级勋章只列出其获得的最高等勋章

### 一等（特种大绶）
- 蒋中正，中華民國特级上将，第一至五任總統
- 閻錫山，中華民國陸軍一級上將，第四任行政院长
- 高志航，中华民国空军少将， 中華民國空軍驅逐機部隊上校司令兼第四大隊大隊長
- 何鍵，中華民國陸軍二級上將
- 唐生智，中華民國陸軍一級上將[9]
- 程潜，中華民國陸軍一級上將[9]
- 徐衍璞，中華民國陸軍二級上將[10]
- 道格拉斯·麥克阿瑟，美國陸軍五星上將
- 切斯特·威廉·尼米兹，美國海軍五星上将
- 伯達馬塞爾，尼泊爾總理[11]

### 二等（大绶）
- 石覺，中華民國陸軍少將（1948年1月頒授）
- 胡璉，中華民國陸軍一級上將，前金門防衛司令部司令、福建省主席
- 胡宗南，中華民國陸軍追赠一級上將，前澎湖防衛司令部司令、浙江省主席、總統府戰略顧問
- 邱國正，中華民國陸軍二級上將，第二十五任參謀總長
- 李喜明，中華民國海軍二級上將，第二十六任參謀總長
- 黃曙光，中華民國海軍二級上將，第二十八任參謀總長
- 王信龍，中华民国陸軍二级上将，現任國防部軍備副部長
- 張哲平，中华民国空軍二级上将，現任總統府戰略顧問
- 丁治磐，中華民國陸軍中將
- 蕭之楚，中華民國陸軍中將
- 仵德厚，中華民國陸軍少将，國民革命軍第30軍第27師師長
- 亞歷山大·馮·法肯豪森，德意志國防軍步兵上將，德國軍事顧問團最後一任領導人（1958 年授予）
- 伍逸松，新加坡三軍總長

### 三等（无绶／红色大绶）
- 劉志斌，中華民國海軍,二級上將，現任國防大學校長，曾任海軍司令。
- 熊厚基，中華民國空軍,二級上將，現任總統府戰略顧問，曾任空軍司令。
- 沈一鳴，中華民國空軍,第二十七任參謀總長，追晉一級上將
- 张灵甫，中华民国陸軍中将，整編第七十四師師長，第二次國共內戰時於孟良崮戰役中陣亡
- 郭景雲，中华民国陸軍中将
- 鄭德美，中華民國陸軍二級上將，第十一任國防部軍備副部長
- 孫元良，中華民國陸軍中將
- 黃百韜，中華民國陸軍二級上將，第七兵團司令，第二次國共內戰時於碾莊戰役中陣亡
- 馬登瀛，中華民國陸軍中將
- 王靖國，中華民國陸軍中將
- 傅仲芳，中華民國陸軍中將
- 李永炤，中華民國空軍中将，空軍航空工業發展中心首任主任

### 四等（特种领绶）

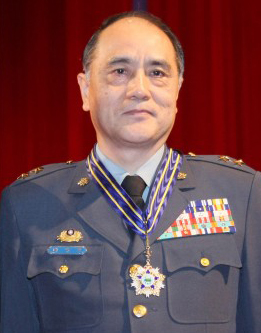
四等寶鼎勳章（獲授者為李清國陸軍中將）

- 黃偉嵩，中華民國陸軍中將
- 張延廷，中华民国空軍中将，空軍副司令
- 杨天啸，中华民国陸軍二级上将
- 李清國，中华民国陸軍中将
- 嚴德發，中华民国陸軍二级上将
- 张自忠，中華民國陸軍二級上將， 第三十三集團軍總司令兼第五十九軍軍長、 第五戰區右翼兵團總司令
- 方先覺，中華民國陸軍二級上將
- 張哲平，中華民國空軍二級上將，現任總統府戰略顧問
- 張習崇，中華民國陸軍中將
- 王茹山，中華民國陸軍
- 兆龍，中華民國陸軍中將
- 繆培南，中華民國陸軍中將
- 王修身，中華民國陸軍中將
- 王秉鉞，中華民國陸軍中將
- 黄淑, 中華民國陸軍中將
- 姜振中，中華民國陸軍中將
- 唐華，中華民國海軍上將、海軍司令部司令

### 五等（领绶）
- 董繼陶，中華民國陸軍少將
- 孟棠宣，中華民國陸軍
- 芮勤學，中華民國陸軍
- 劉祥麟，中華民國陸軍
- 呂振先，中華民國陸軍
- 依介卿，中華民國陸軍
- 孫培震，中華民國空軍

### 六等（特种襟绶附勋表）
- 王信龍，中华民国陸軍二级上将
- 黃文騄，中华民国空軍少將
- 李健，中華民國陸軍
- 張明鼎，中華民國陸軍
- 鈕子英，中華民國陸軍
- 范恩騤，中華民國陸軍
- 牟焯，中華民國陸軍
- 劉午蔭，中華民國陸軍
- 苑師溫，中華民國陸軍
- 苑邦經，中華民國陸軍
- 劉瑞恆，中華民國陸軍

### 七等（襟绶附勋表）
- 荊隆漢，中華民國陸軍
- 王福清，中華民國陸軍
- 謝星河，中華民國陸軍
- 劉金玉，中華民國陸軍
- 吳正位，中華民國陸軍
- 聶繼榮，中華民國陸軍
- 戴法珍，中華民國陸軍
- 田鳳翔，中華民國陸軍
- 唐啓倫，中華民國陸軍
- 李希顔，中華民國陸軍
- 趙貞臣，中華民國陸軍

### 八等（特种襟绶）
- 劉中棋，中華民國陸軍
- 魯春才，中華民國陸軍
- 羅式鈺，中華民國陸軍
- 吳金嶺，中華民國陸軍
- 姚福昌，中華民國陸軍
- 李鳳岐，中華民國陸軍
- 柳振東，中華民國陸軍

### 九等（襟绶）
- 張保會，中華民國陸軍
- 李天祿，中華民國陸軍
- 劉得功，中華民國陸軍
- 馬文秀，中華民國陸軍
- 張得祿，中華民國陸軍
- 韓廣山，中華民國陸軍
- 萬洪昌，中華民國陸軍
- 蓋金鳳，中華民國陸軍
- 周吉發，中華民國陸軍
- 吳世德，中華民國陸軍
- 郭其平，中華民國陸軍
- 于明春，中華民國陸軍
- 張岐得，中華民國陸軍
- 李均興，中華民國陸軍
- 王見文，中華民國陸軍
- 賈武城，中華民國陸軍
- 陳先勝，中華民國陸軍
- 姬士文，中華民國陸軍
- 程雪江，中華民國陸軍

## 外部連結
- 在南京中国近代史遗址博物馆（南京總統府）展出的三等 （页面存档备份，存于）、四等 （页面存档备份，存于）和五等 （页面存档备份，存于）寶鼎勳章（简体中文）
- Flickr用戶eyekungfu拍攝的寶鼎勳章（四等特種領綬） （页面存档备份，存于）